# التأسي بالنخبة
مغالطة التأسي بالنخبة وهي ترتكب حينما يُعتقد بأن مجرد إجماع صفوة مختارة على مسألة معينة، يجعلها صحيحة. وهي تسير على النحو التالي :

1. جميع/أغلب الممتازين من الناس يعتقدون/يفعلون ق.
2. إذن ق صحيحة.

## أمثلة
كثير جداً من المثقفين يؤمنون بأن الديموقراطية هي الحل، لا شك أنها فعلاً كذلك فهؤلاء العقول الكبيرة لايمكن أن تُجمع على باطل.